# Метод „Фридрих“
Методът CFOP (Cross – F2L – OLL – PLL), известен понякога като метод на Фридрих, е един от най-често използваните методи за бързо нареждане на 3×3×3 куб Рубик. Този метод е разработен за първи път в началото на 80-те години на миналия век, комбинирайки иновации на редица спийдкюбъри. Чешкият спийдкюбър и съименникът на метода Джесика Фридрих обикновено си приписва за популяризирането му чрез публикуването му онлайн през 1997 г.
Методът работи върху система ред по ред, като първо решава кръст обикновено на дъното, продължава да решава първите два ред (F2L), ориентира последния ред (OLL) и накрая пермутира последния ред (PLL).

## История
Основните методи „ред по ред“ бяха сред първите, които възникнаха в началото на куб манията в началото на 80-те години. Дейвид Сингмастър публикува слоево решение през 1980 г., което предлага използването на кръст.
Основната иновация на CFOP пред начинаещите методи е използването на F2L , който решава първите два реда едновременно. Тази стъпка не е измислена от Джесика Фридрих. Според доклада на Сингмастър за Световното първенство по куб на Рубик през 1982 г., Фридрих тогава е използвала метод на основен слой, докато холандският състезател Гуус Разукс Шулц е имал примитивна система F2L.
Последните стъпки на слоя OLL и PLL включват първо ориентиране на последните части от реда, след което ги пермутират в правилните им позиции. Тази стъпка е предложена от Ханс Докхорн и Анеке Трип.
По – късно през 1982 г. Фридрих премина на F2L. Основният ѝ принос към метода е разработването на алгоритми OLL и PLL, които заедно позволяват всяка позиция на последния ред да бъде решена с два алгоритма и е значително по-бърза от предишните системи на последния ред.
CFOP, с малки изключения, е най-популярният метод, който използват състезателите по бързо нареждане. Потребителите включват Мац Валк, Феликс Земдегс и Макс Парк.

## Метод
- Кръстът – Този първи етап включва решаването на четирите крайни части в един външен слой на пъзела, центриране около често оцветена централна част. Много скоростни кюбъри обикновено решават кръста от долната страна, за да избегнат въртенето на куба и да получат цялостен по-добър поглед върху важните парчета, необходими за следващата стъпка.

- Първи два реда (F2L) – В F2L ъглите и ръбовите парчета се сдвояват и по – късно се преместват на правилното им място. Има 42 стандартни случая за всяка двойка ъгъл-ръб, включително случаят, когато вече е решен. Може да се направи и интуитивно.

- Ориентация на последния ред (OLL) – Този етап включва манипулиране на горния ред, така че всички парчета в него да имат един и същ цвят отгоре, като се оставят останалите страни на тези части неправилни. Този етап включва общо 57 алгоритма. По-проста версия, наречена OLL, ориентира ръбовете първо и ъглите след това. Алгоритмите се изпълняват два пъти за тази версия. Той използва десет алгоритма, три за ориентация на ръбовите парчета и седем за ориентация на ъглите.

- Пермутация на последния ред (PLL) – Последният етап включва преместване на парчетата от горния ред, като се запазва тяхната ориентация. За този етап има общо 21 алгоритма. Те се отличават с имена на букви, понякога въз основа на това как изглеждат със стрелки, представляващи какви парчета са разменени наоколо (напр. A пермутация, F пермутация, T пермутация и т.н.). PLL с „два вида“ решава първо ъглите и ръбовете поотделно. Той използва шест алгоритма, два за пермутация на ъглите и четири за пермутация на ръбовите перчета. Също така U-perm може да се повтори, ако се желае да използват още по-малко алгоритми за сметка на обикновено по-бързото време за решаване.[5]

Съществуват и много разширени алгоритми за разширение, които да се използват заедно с CFOP, като COLL, Winter Variation, VLS, ZBLL и др. Не е необходимо обаче да ги изучавате, за да решите куба или да използвате метода на Фридрих (CFOP).

## Използване в състезания
Фридрих метода (CFOP) се използва силно и на него разчитат много спийдкюбъри, включително Макс Парк и Феликс Земдегс, заради тежката си зависимост от алгоритми, разпознаване на ситуации и мускулна памет, за разлика от по-интуитивните методи като методите Roux или Petrus. По-голямата част от най-бързите кюбъри в класацията на Световна Асоцията по Кубче (WCA) са решаващи с Фридрих (CFOP) метод, включително настоящият единствен световен рекордьор 3x3x3 Юшенг Ду(Yusheng Du(杜宇生)), с време от 3,47 секунди.